# Джерело № 7 (Рахів)
Джерело № 7 (Рахів) — гідрологічна пам'ятка природи місцевого значення в Україні. Розташована в межах Рахівського району Закарпатської області, на захід від центральної частини міста Рахів, при вул. Довженка. 
Площа 0,5 га. Статус надано згідно з рішенням Закарпатського облвиконкому від 23.10.1984 року № 253. Перебуває у віданні Рахівської міської ради. 
Статус надано з метою збереження джерела мінеральної води. Вода карбонатна гідрорбонатна, кальцієва. Мікроелементи — марганець, нікель. Для лікування захворювань органів травлення.